# Chute de la rivière Caillou
La chute de la rivière Caillou est une chute d'eau située sur le cours de la rivière Caillou, sur le territoire de la commune de Pointe-Noire.
Il s'agit en réalité de deux chutes d'eau qui se suivent.

## Géographie
Elle est située à environ 2 km de l'embouchure de la rivière. Il est possible de l'atteindre en empruntant la rue de l'îlet puis, lorsque cette rue se termine, en continuant par un sentier. 
La première chute, moins volumineuse offre un premier bassin de baignade ; la seconde, quelques mètres plus loin, a un bassin plus large. 

## Galerie

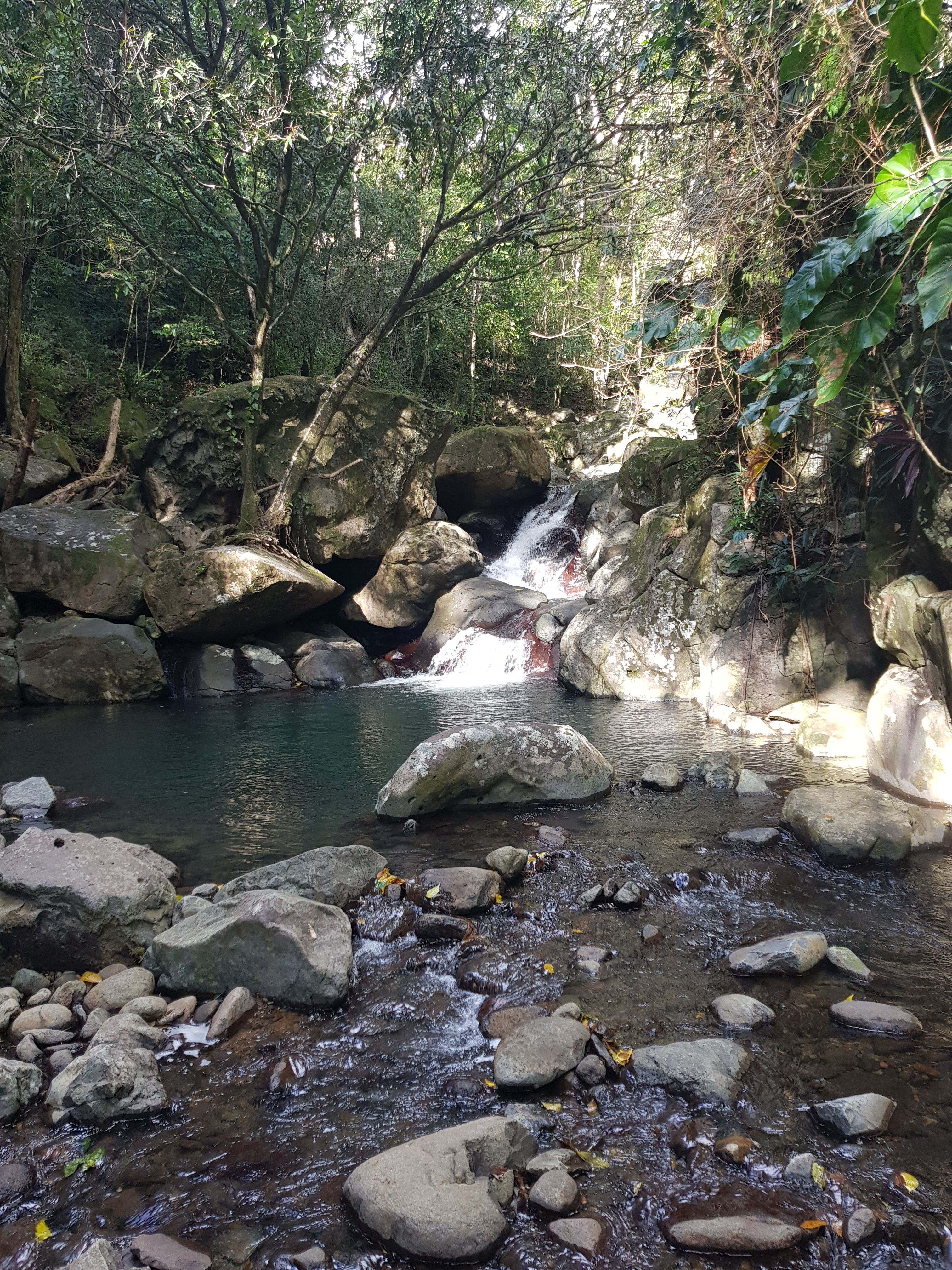
Rivière Caillou, bassin près de la chute
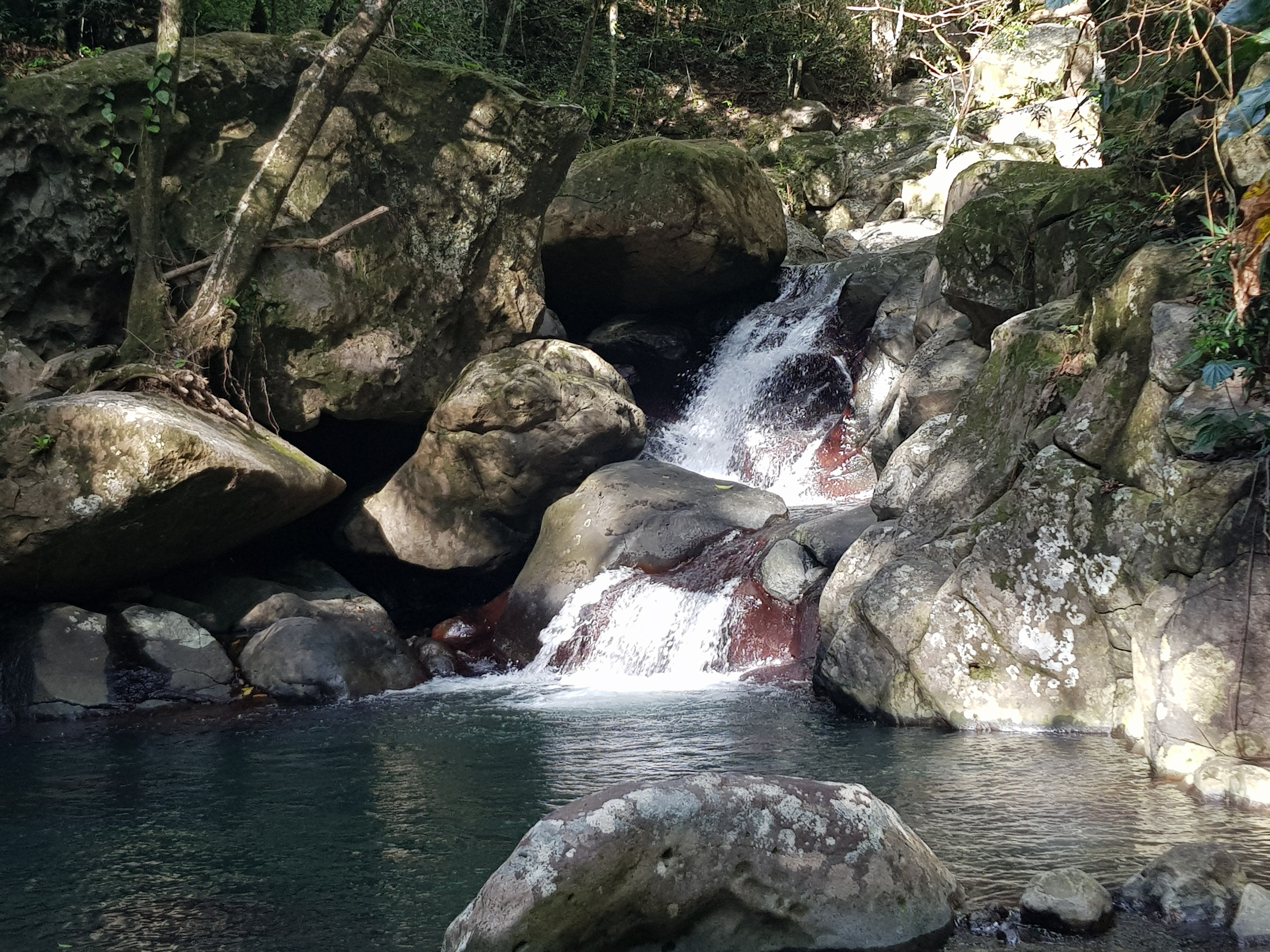
Première chute de la rivière Caillou
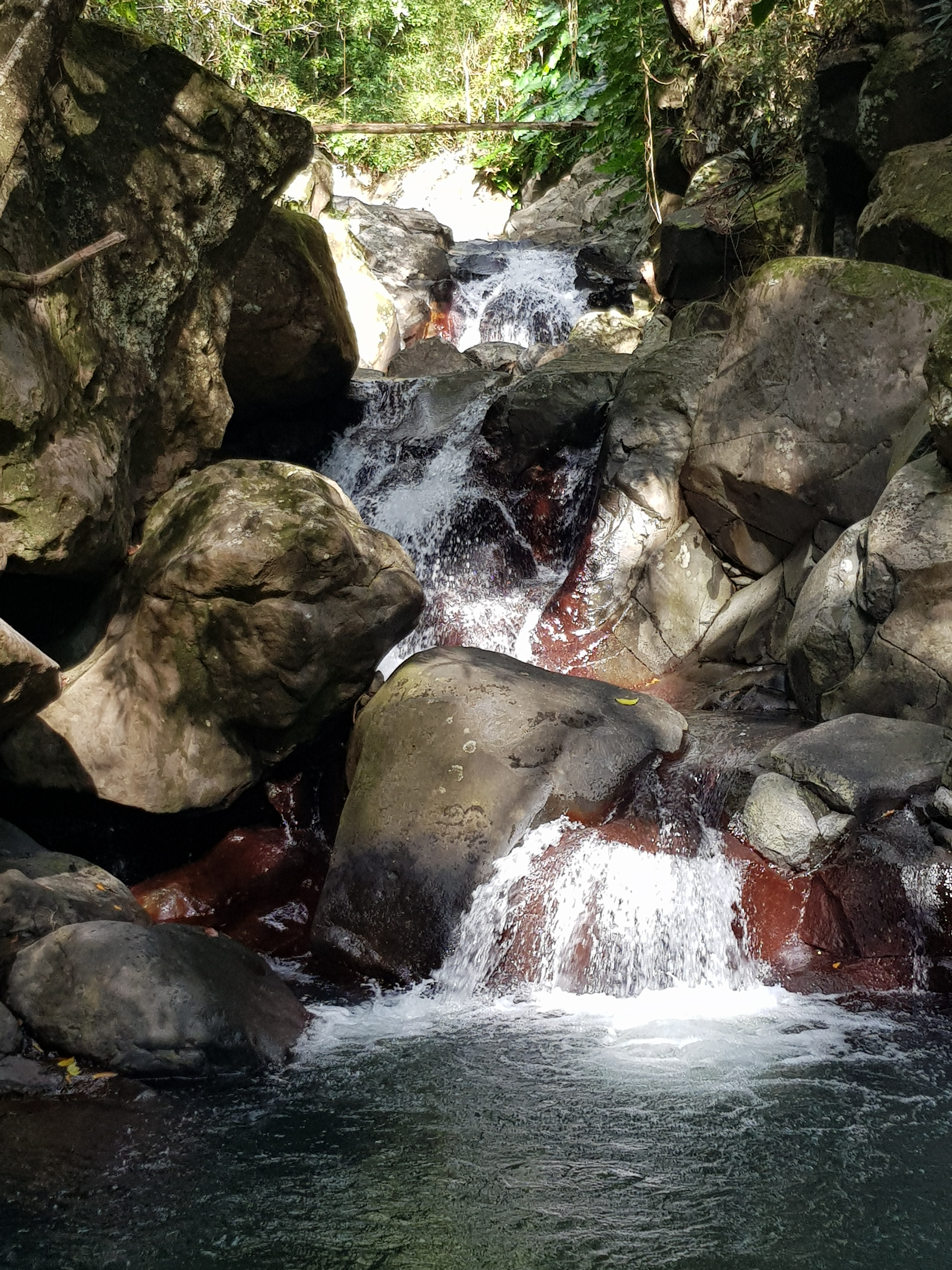
Chute de la rivière Caillou (1re chute)
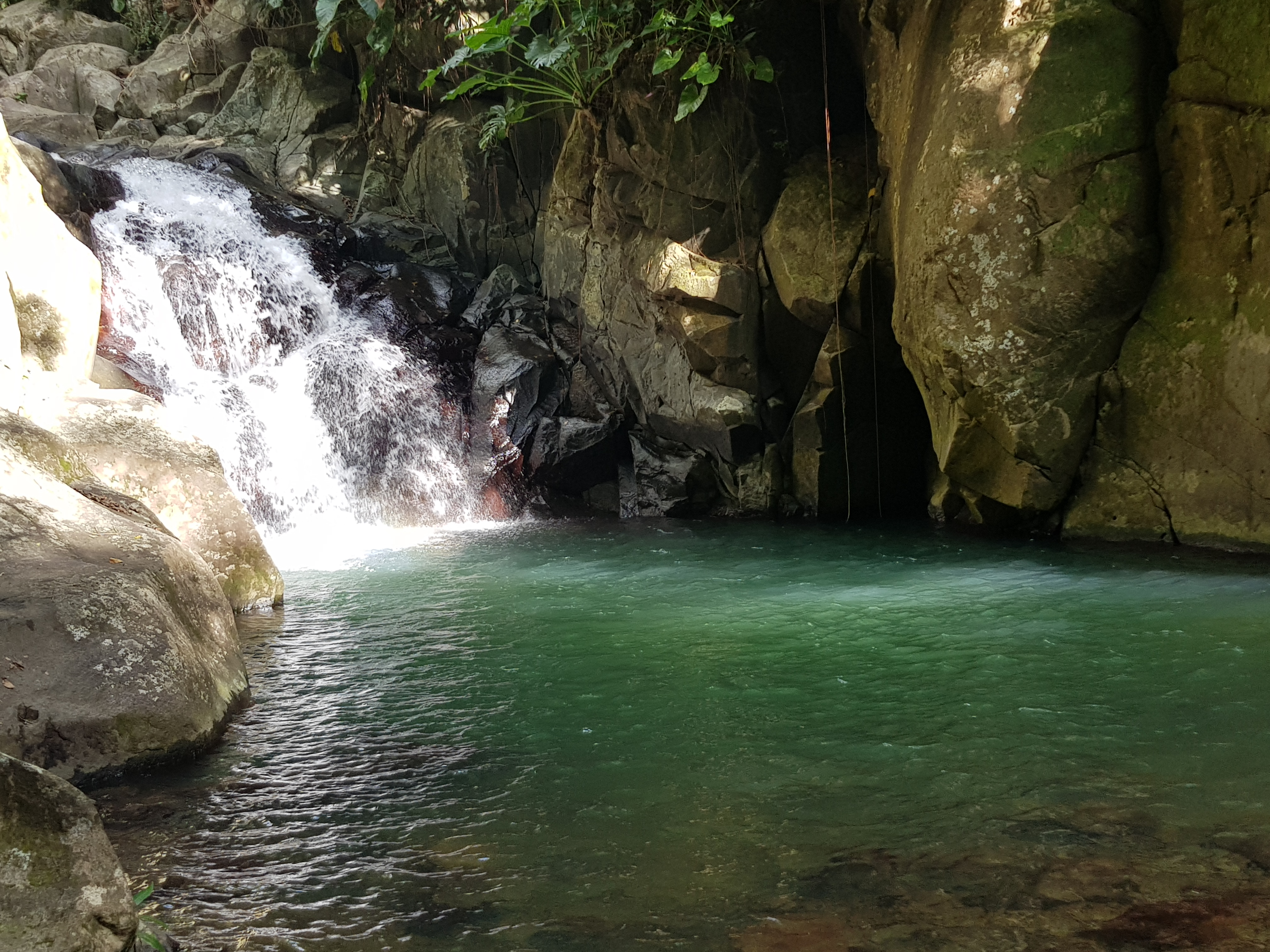
Bassin de la deuxième chute de la rivière Caillou